# 彭月梅
彭月梅，香港已退役女子羽球運動員，曾代表廣東參加中華人民共和國全國運動會羽毛球比賽。

## 簡歷
1959年2月，彭月梅代表廣東省參加全國少年羽毛球錦標賽，獲得女子單打亞軍。同年9月，她代表廣東省參加第一屆全國運動會羽毛球比賽，獲得女子單打亞軍。
1969年，彭月梅代表香港參加亞洲羽球錦標賽，獲得女子單打冠軍。